# Jordan Leasure
Jordan Davis Leasure (Brandon, Florida, 15 de agosto de 1998), más conocido como Jordan Leasure, es un jugador profesional estadounidense de béisbol que se desempeña en la posición de lanzador en Chicago White Sox, equipo de las Grandes Ligas de Béisbol (MLB).

## Carrera
En 2024, Leasure hizo su debut en la MLB con el equipo Chicago White Sox, donde lleva jugando una temporada.